# Frans van Dusschoten
Frans Joseph van Dusschoten (Amsterdam, 6 augustus 1933 – Castricum, 25 oktober 2005) was een Nederlands conferencier, komiek, imitator en (stem)acteur.

## Loopbaan

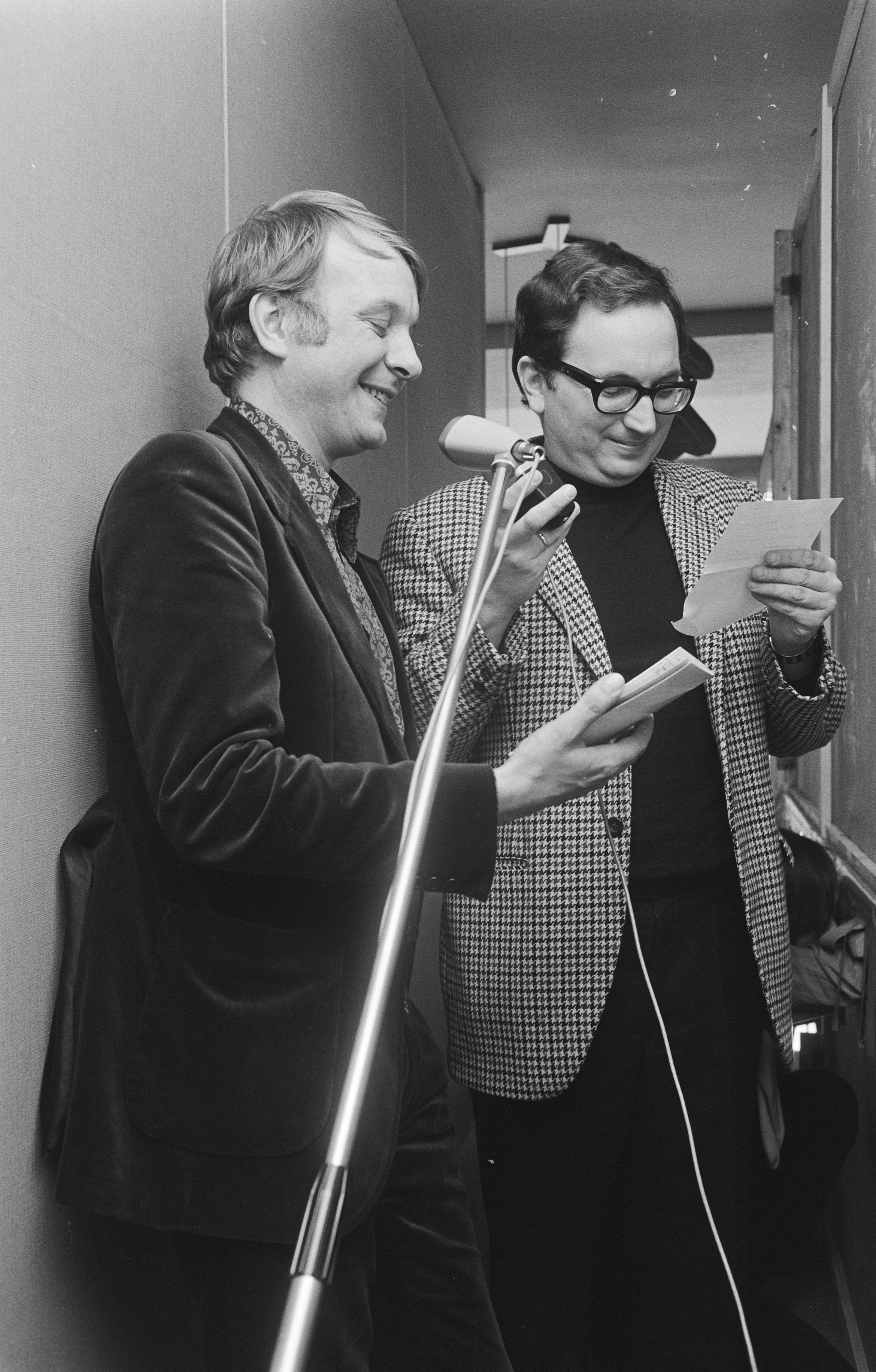
Frans van Dusschoten (r.) met (o.a. Fabeltjeskrant)-collega Ger Smit in 1971

Van Dusschoten begon zijn carrière in 1951 als conferencier-imitator. Hij maakte onder andere deel uit van het gezelschap van André Carrell. In de jaren 50 was hij regelmatig te horen in radioprogramma's als Tierelantijnen van de KRO. 
Samen met Bob Bleijenberg schreef Van Dusschoten liedjes voor het radioprogramma Kijk nou es even? (1964) waarin Van Dusschoten tweewekelijks muzikaal stilstond bij de carrière van een bekende kleinkunstenaar. 
Zijn grootste successen beleefde hij echter pas in de jaren 70 naast André van Duin. Hij begon deze samenwerking in 1972. Hierbij was hij de aangever voor de grappen van laatstgenoemde. Tevens speelde hij een rol aan de zijde van Van Duin in de films Ik ben Joep Meloen (1981) en De Boezemvriend (1982).
Van Dusschoten leende zijn stem aan diverse figuren in kinderseries, zoals De Fabeltjeskrant (Meneer de Uil, Willem Bever en anderen), De Smurfen (Brilsmurf, Knutselsmurf, Boerensmurf, en anderen), De Freggels (Gobo en koning Griezel) en Paulus de boskabouter (Paulus). Als Willem Bever haalde hij begin 1971 de 4e positie in de Veronica Top 40 en de 6e positie in de Daverende Dertig / Hilversum 3 Top 30 met de single Hup, daar is Willem. Ook was hij samen met Trudy Libosan te horen in een reeks luistersprookjes van Lekturama.
Van Dusschoten ging met pensioen in 1993, toen de Theater-revue met Van Duin ook ten einde kwam. In datzelfde jaar was hij te gast in het programma van Mies Bouwman "In de hoofdrol" waar een aflevering aan hem werd gewijd.
In 2004 kreeg hij nierproblemen en onderging daarvoor in 2005 een operatie. In oktober van datzelfde jaar was zijn bekendste typetje, Meneer de Uil, nog te horen tijdens de uitreiking van de Gouden Televizier-Ring, ditmaal vertolkt door stemmenimitator Robert Paul. Nog geen week later overleed Van Dusschoten op 72-jarige leeftijd na een kort ziekbed. Hij werd in besloten kring gecremeerd en liet een echtgenote en twee dochters achter.

## Filmografie
- De Ep Oorklep Show (1987), televisieserie
- De Freggels (1983), poppenserie
- André's Comedy Parade (1982-1983, 1985-1986), televisieshow
- De boezemvriend (1982), film
- Boem-Boem (1982), televisiemusical
- De Smurfen (1981-1985), tekenfilmserie (stemmen van Brilsmurf, Azraël, Knutselsmurf, Boerensmurf, Slonssmurf, Balthazar en andere figuren)
- Ik ben Joep Meloen (1981), film
- Flip Fluitketel Show (1980-1981), televisieshow
- Andre van Duin's Pretfilm (1976), film
- Paulus de boskabouter (1974), poppenserie
- De Woefs en de Lamaars (1970), poppenserie
- Onkruidzaaiers in Fabeltjesland (1970), poppenfilm
- De Fabeltjeskrant (1968-1989), poppenserie

## Personages uitDe Fabeltjeskrant
Van Dusschoten sprak ongeveer een derde van de stemmen van deze poppenserie in. Hieronder zijn bekendste personages.
- Meneer de Uil
- Willem Bever
- Momfer de Mol
- Chico Lama
- Droes de Beer
- Teun Stier
- Piet de Pad
- Melis Das

## Prijzen en onderscheidingen
- Gouden Televizier-Ring voor De Fabeltjeskrant (1969).
- Edison voor de lp Liedjes uit de Fabeltjeskrant (1969).
- Gouden Televizier-Ring, samen met André van Duin, voor het televisieprogramma Dag, dag, heerlijke lach (1975).
- Winnaar (ook weer met Van Duin) van het TROS-gala van de Nederlandse plaat, in de categorie show/revue (1976).
- TROS-Produktieprijs (opnieuw met Van Duin) (1979).
- Ridder in de Orde van Oranje-Nassau (1995).